# Jon Tuck
Jonathan Evan Cruz Tuck, född 28 augusti 1984 i Spokane, är en amerikansk MMA-utövare som sedan 2012 tävlar i organisationen Ultimate Fighting Championship.